# Квіткоїд негроський
Квіткоїд негроський (Dicaeum haematostictum) — вид горобцеподібних птахів родини квіткоїдових (Dicaeidae).

## Поширення
Ендемік Філіппін. Поширений на Західних Вісайських островах: Панай, Негрос та Гуймарас. Мешкає в тропічних вологих низинних лісах на висоті до 1000 метрів над рівнем моря. Він віддає перевагу первинним і вторинним лісам, але відвідує також садам та кокосовим плантаціям.